# Willem Balke
Willem Balke (Baarn, 10 april 1933 – 's-Gravenhage, 21 januari 2021) was een Nederlands theoloog en predikant. 

## Loopbaan
Balke promoveerde in 1973 op een onderzoek naar de verhouding tussen Calvijn en de doperse radicalen. Ook schreef hij verschillende boeken over Calvijn en kerkgeschiedenis. In 1991 werd hij benoemd als hoogleraar aan de Universiteit van Amsterdam en de Karelsuniversiteit in Praag. Na zijn emeritaat in 1998 was hij van 2001 tot 2003 hoogleraar in de geschiedenis van de Reformatie aan de Vrije Universiteit in Amsterdam. 
In zijn jeugd maakte Balke kennis met de prediking van ds. Izaäk Kievit destijds als predikant verbonden aan de  Hervormde Gemeente van Baarn. Balke bleef zijn leven lang zeer toewijd aan de Nederlandse Hervormde Kerk. Zijn vader was nog ouderling bij Philippus Jacobus Hoedemaker geweest. Over de toekomst van de hervormd-gereformeerde richting schreef hij met een tweetal collega's een pamflet 'De eigen wijs'. In 2004 koos Balke voor de Protestantse Kerk in Nederland, maar wilde trouw blijven aan de gereformeerde belijdenis van de Hervormde Kerk. Hij bleef zichzelf gewoon hervormd noemen. 
Alvorens hij het gymnasium in zijn geboorteplaats doorlopen had studeerde hij theologie in Utrecht. In 1958 werd hij predikant in Langerak. Daarna stond hij in Bodegraven (1962), Den Ham (1975), 's-Gravenhage (1986) en Werkhoven (1993). 
Balke schreef op een breed terrein vele artikelen. Veel van deze artikelen zijn in bundeling uitgegeven. Zo publiceerde hij met betrekking op de zestiende-eeuwse Reformatie en het negentiende-eeuwse reveil, tevens was hij betrokken bij uitgaven van hervormde theologen als Oepke Noordmans en Kornelis Heiko Miskotte. In 2014 verzorgde hij een uitgave van ds. Kievit 'Vreugde bij de Bron'.
Balke was een bescheiden persoonlijkheid en terughoudend over het delen van persoonlijke zaken. Nieuwsgierigheid naar dat laatste noemde hij "gebrek aan beschaving'. De laatste jaren van zijn leven woonde hij in Résidence Château Bleu, een woonoord op steenworp afstand van het Koninklijk Paleis Huis ten Bosch. Balke kreeg tijdens diens huwelijk met zijn echtgenote Jannetje Bomas vier kinderen. Sinds 2014 was hij weduwnaar.
Prof. dr. W. Balke overleed in 2021 op 87-jarige leeftijd aan de gevolgen van een besmetting met COVID-19.

## Boeken
- Johannes Calvijn en de doperse radicalen (1973)
- Luther en het gereformeerd protestantisme (1982)
- Zwingli in vierderlei perspectief (1984)
- Calvin und die Täufer: Evangelium oder religiöser Humanismus (1985)
- Gunning en Hoedemaker Samen op Weg.. (1985)
- Johannes Wichelhaus (1819-1858): hoogleraar te Halle en vriend van dr. H.F. Kohlbrugge
- Calvijn en de Bijbel (2003)
- Omgang met de reformatoren (1992)
- De Commissie voor de Kerkorde, 1945-1950: bouwplan, agendastukken en notulen van de vergaderingen ter voorbereiding van de nieuwe kerkorde (1951) van de Nederlandse Hervormde Kerk (1993)
- Eduard Böhl: hoogleraar te Wenen en schoonzoon van H.F. Kohlbrugge (2001)
- Johannes Calvijn: zijn leven, zijn werk (2008, met Jan C. Klok, en Willem van 't Spijker)
- Théodore de Bèze: zijn leven, zijn werk (2012)
- De eeuwige voorbeschikking Gods. Klassieke verhandeling van de reformator Johannes Calvijn (1509-1564) over de dubbele predestinatie en de voorzienigheid van God
- Vreugde bij de Bron, verspreide geschriften van de hervormde predikant Izaäk Kievit (1887-1954)
- Via vitae: opstellen over kerk en theologie in het perspectief van de Reformatie (2019)